# J-Cult

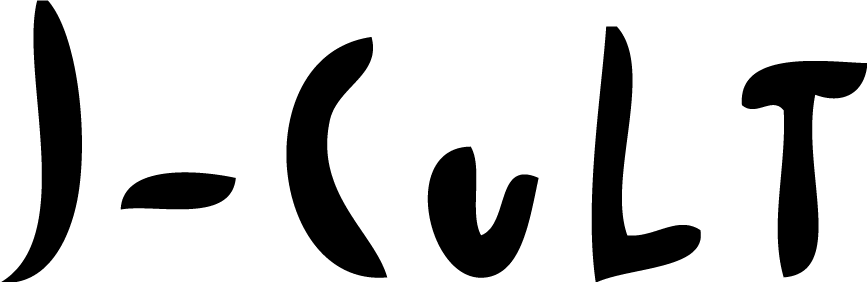
J-CuLTs logotyp

J-CuLT är en intressegrupp med inriktning mot TV-spel och japansk kultur. Gruppen startades som förening i februari 2004 i Västerås. J-CuLT var en ideell förening tills augusti 2006, då den slogs ihop med CuLTUREN, föreningen för byggnaden med samma namn, i vilken J-CuLT brukar hålla sina evenemang.

## Doujinmadoi
J-CuLT strävar efter att minst fyra gånger per år anordna ett konvent. Dessa evenemang har fått namnen Doujinmadoi, vilket betyder ungefär "liten samling med glada människor" . Doujinmadoi äger vanligtvis rum två dagar under en helg, med övernattning i någon relativt närliggande hyrd lokal.
Ibland förekommer även större satsningar, som kallas DoujinFEST. Dessa evenemang brukar vara öppna dygnet runt från en fredag till följande söndag, dvs en extra dag.